# Protocolo sobre a Irlanda do Norte

A Irlanda é a única fronteira terrestre do Reino Unido com a União Europeia.

O Protocolo sobre a Irlanda do Norte (em inglês: Northern Ireland Protocol) é uma medida protocolar que envolve parte do Acordo de saída do Reino Unido da União Europeia (o Brexit) sobre as questões alfandegárias e imigratórias peculiares da fronteira entre o Reino Unido e a União Europeia na Ilha da Irlanda e sobre alguns aspectos do comércio de bens entre a Irlanda do Norte e o restante do Reino Unido. Os termos do protocolo foram negociados pouco antes das eleições gerais de 2019 e concluídos logo após a ampla vantagem de assentos parlamentares conquistados pelo Partido Conservador em dezembro daquele ano. O acordo de retirada como um todo, incluindo o protocolo, foi ratificado em janeiro de 2020. A fronteira da República da Irlanda com o Reino Unido possui um status especial desde 1998, quando os conflitos na Irlanda do Norte foram encerrados pelo Acordo de Belfast. Como parte do Processo de Paz da Irlanda do Norte, a fronteira entre os dois países não possui demarcações físicas (como barreiras, muros ou postos alfandegários) em seus 270 pedágios. Tal condição havia sido viabilizada através da associação comum de ambos os países ao Mercado Comum e à União Aduaneira Comunitária da União Europeia.
Após a saída do Reino Unido da União Europeia, a fronteira britânico-irlandesa tornou-se a única fronteira terrestre do Reino Unido com a União Europeia. As disposições do Mercado Comum Europeu e do mercado interno britânico implicam em certas regulamentações alfandegárias e controles de fluxo comercial nas fronteiras internacionais. O Protocolo da Irlanda do Norte destina-se a proteger o Mercado Comum Europeu e igualmente evitar a criação de uma "fronteira rígida" que venha a desestabilizar a relativa paz mantida entre os dois países desde o fim da década de 1990.
De acordo com o Protocolo originalmente acordado, a Irlanda do Norte está formalmente excluída do Mercado Comum Europeu, mas ainda contempla as regras de livre circulação de mercadorias europeias e da União Aduaneira da União Europeia; o que garante que não haja controle alfandegário entre a Irlanda do Norte e o restante da Grã-Bretanha. Desta forma, mercadorias podem ser transportadas sem restrições da Irlanda do Norte para a Grã-Bretanha, mas não da Grã-Bretanha para a Irlanda do Norte. Ao invés de uma fronteira terrestre, o protocolo estabeleceu uma barreira alfandegária no Mar da Irlanda, separando a Irlanda do Norte do restante das nações britânicas.
Nos termos do 18.º artigo do protocolo, a Assembleia da Irlanda do Norte possui competência (a partir de 31 de dezembro de 2024) para decidir se encerra ou continua os acordos protocolares. "O Acordo de Saída não estabelece como a Irlanda do Norte deve dar consentimento, cabendo ao Reino Unido determinar como essa decisão é tomada", mas o governo do Reino Unido já declarou que a decisão será tomada por votação de maioria simples na Assembleia. Caso o consentimento não seja possível, as disposições deixarão de ser aplicadas em até dois anos depois. O Comitê Conjunto faria propostas alternativas ao Reino Unido e à União Europeia para evitar a criação de uma fronteira rígida na ilha da Irlanda. Caso o consentimento seja atendido, a questão pode ser debatida novamente após mais quatro anos. Nas eleições legislativas de 2022, os partidos a favor da continuação do protocolo obtiveram 53 das 90 cadeiras. No entanto, os partidos unionistas norte-irlandeses se opuseram fortemente ao protocolo. O Partido Unionista Democrático obstruiu seu funcionamento e impediu a reunião da Assembleia da Irlanda do Norte.

## Contexto histórico

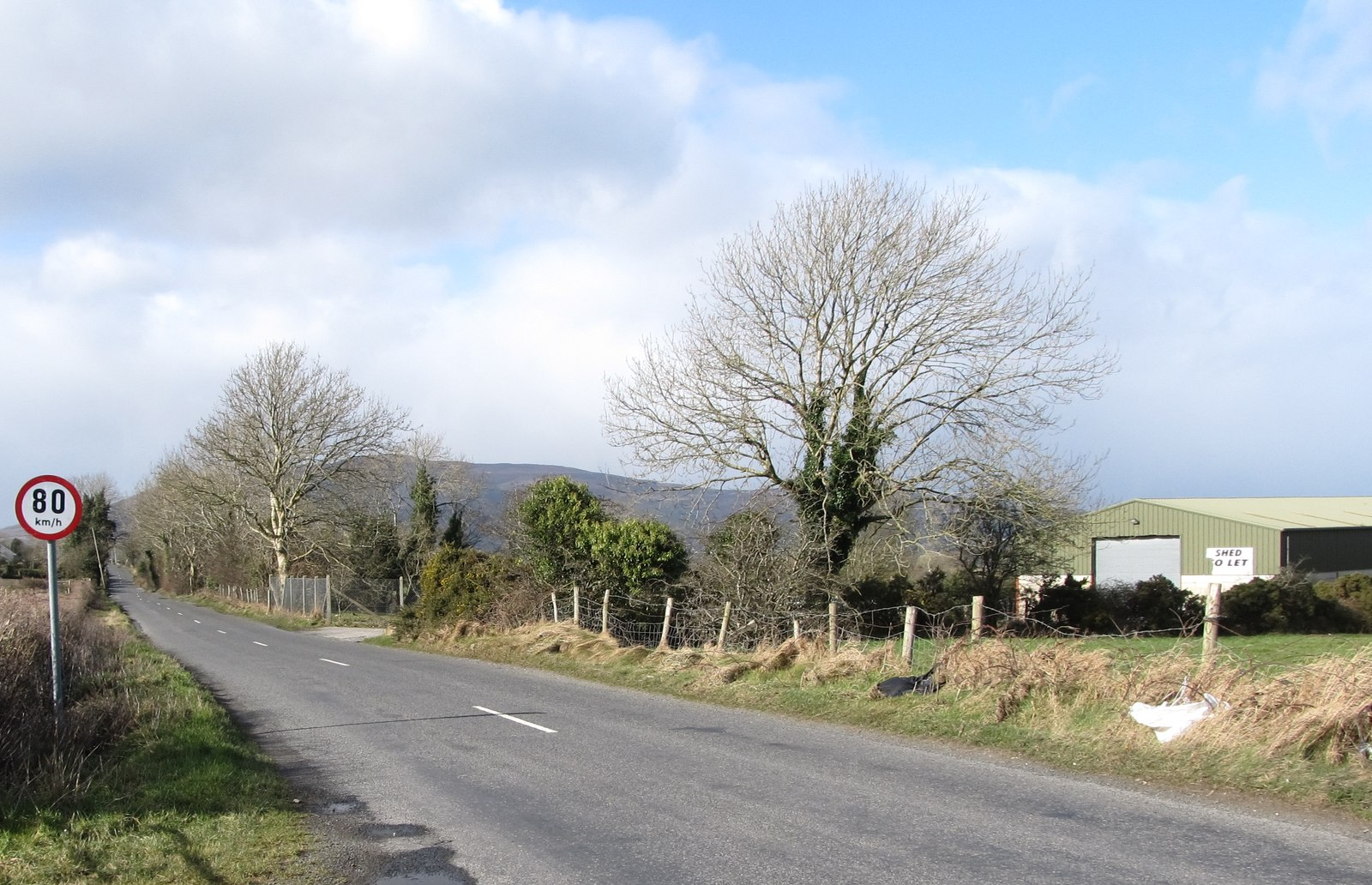
Assim como nesta estrada nas proximidades de Newry, toda a Fronteira Irlanda–Reino Unido é sinalizada apenas por placas comuns de trânsito.

Em 1921, os quatro quintos ocidentais e meridionais da ilha da Irlanda foram separados do Reino Unido da Grã-Bretanha e Irlanda para formar o Estado Livre Irlandês (rebatizado em 1937 como "Irlanda" e, em 1948, como República da Irlanda). A quinta parte à nordeste, renomeada como Irlanda do Norte, permaneceu no Reino Unido, que se tornou o atual Reino Unido da Grã-Bretanha e Irlanda do Norte. A "província" (como a Irlanda do Norte foi usualmente descrita) sofreu tensões sectárias e eventuais ondas de violência entre Unionistas (que defendem a permanência da Ilha da Irlanda no Reino Unido) e os Nacionalistas (que defendem a criação de um Estado irlandês único e separado do Reino Unido). O mais recente conflito sobre esta questão, conhecido popularmente como The Troubles, ocorreu do final da década de 1960 até o fim da década de 1990. Uma das questões mais debatidas neste período era o alto nível de militarização da fronteira britânico-irlandesa. Em 1998, o Acordo de Belfast pôs fim ao conflito e a fronteira foi desmilitarizada. Como os dois países eram Membros da União Europeia e operavam uma Área Comum de Trânsito desde 1921, não havia outra infraestrutura de fronteira.
No Referendo sobre o Brexit de 2016, cerca de 56% dos eleitores da Irlanda do Norte optaram por permanecer na União Europeia, embora a votação geral em todo o Reino Unido tenha sido de 52% pela saída. Um estudo posterior sugere que a saída foi apoiada pela maioria dos Unionistas (66%), enquanto a permanência foi apoiada pela maioria dos Nacionalistas (88%) e por aqueles que não se identificavam como nenhum dos dois grupos (70%).
Após o Referendo sobre o Brexit, o Governo May decidiu que não só o Reino Unido deveria deixar a União Europeia, mas também que deveria deixar a União Aduaneira da União Europeia e o Mercado Comum Europeu. Isso significava que uma fronteira alfandegária e regulatória surgiria entre o Reino Unido e a União Europeia. A imprensa especulou que a fronteira marítima entre a Grã-Bretanha e a Europa continental fosse o maior desafio do governo britânico após o Brexit, porém, a fronteira terrestre na Irlanda foi reconhecida pelo próprio governo como uma questão desafiadora. A complexidade de definições para a questões foi alcunhada como "Trilema do Brexit" devido às três propostas concorrentes: extinção de qualquer fronteira rígida na ilha; extinção de qualquer fronteira alfandegária no Mar da Irlanda; e nenhuma participação britânica no Mercado Comum Europeu e na União Aduaneira da União Europeia.